# 多佛 (新澤西州)
多佛（英語：Dover）是一個位於美國新澤西州摩里斯縣的鎮。

## 人口
根據2020年美國人口普查的數據，多佛的面積為7.06平方千米，當中陸地面積為6.93平方千米，而水域面積為0.13平方千米。當地共有人口18460人，而人口密度為每平方千米2,615人。